# Ferme Rosswinckel
Ferme Rosswinckel (lb. Rosswinkelerhaff) – mała miejscowość (lieu-dit) we wschodnim Luksemburgu, w kantonie Echternach, w gminie Consdorf. Do 3 października 2015 gmina leżała w dystrykcie Grevenmacher. 